# Lillhärdals distrikt
Lillhärdals distrikt är ett distrikt i Härjedalens kommun och Jämtlands län. Distriktet ligger omkring Lillhärdal i södra Härjedalen. En mindre del av distriktets område ligger i Dalarna.

## Tidigare administrativ tillhörighet
Distriktet inrättades 2016 och utgörs av Lillhärdals socken i Härjedalens kommun.
Området motsvarar den omfattning Lillhärdals församling hade 1999/2000.

## Tätorter och småorter
I Lillhärdals distrikt finns en tätort men inga småorter.

### Tätorter
- Lillhärdal